# مصائب بالتازار کوبر
مصائب بالتازار کوبر (لهستانی: Niezwykła podróż Baltazara Kobera) فیلمی لهستانی به کارگردانی وویچیخ یژی هاس است که در سال ۱۹۸۸ منتشر شد. این فیلم بر پایهٔ رمانی از فردریک تریستان ساخته شد و زندگی و سفر دانشجوی جوان کیمیاگری به نام بالتازار را به همراه استادش دنبال می‌کند که به سبب درگیری با دستگاه تفتیش عقاید کلیسا، مجبور به فرار از کاشانهٔ خود گشته و سفری طولانی را در سراسر آلمان طاعون‌زده در قرن شانزدهم پی می‌گیرند و با مسائل مختلفی در طول این سفر مواجه می‌شوند.

## گزیدهٔ بازیگران
- مایکل لونزدل
- آدریانا بیدژینسکا
- آندژی شچپکوفسکی
- بوژنا دیکل
- گابریلا کوفناتسکا
- امانوئل ریوا
- دانیل امیلفورک
- یژی بونچاک
- زوفیا مرل
- پاوئو کرولیکوفسکی
- گژگوش خرومینسکی
- یژی زیگمونت نواک